# 2003 en sports équestres
Chronologie des sports équestres
- 2002 en sports équestres - 2003 en sports équestres - 2004 en sports équestres

Cet article présente les faits marquants de l'année 2003 en sports équestres.

## Événements

### Avril
- 25 avril 2003 : le cavalier allemand Marcus Ehning sur Anka 191 remporte la finale de la Coupe du monde de saut d'obstacles 2002-2003 à Las Vegas (États-Unis)[1].